# Levorphanol
Levorphanol ist ein vollsynthetisch hergestelltes Opioid mit starker schmerzstillender Wirksamkeit. Levorphanol ist ein reiner Agonist am μ-Opioid-Rezeptor.

## Pharmakologie

### Wirkung
Levorphanol hat als Opioid dasselbe Wirkungs- und Nebenwirkungsprofil und somit im Wesentlichen dasselbe Gefahrenpotential wie andere Opioide. Levorphanol besitzt eine analgetische Potenz von 3–5. Mit der verstärkten Wirkung ist auch eine Steigerung der unerwünschten Wirkungen (UAW, Nebenwirkungen) verbunden. Das rechtsdrehende Isomer hat praktisch keine analgetische Wirksamkeit. Bei oraler Anwendung besitzt Levorphanol gleich gute Wirksamkeit wie bei parenteraler Anwendung. Verwendet wird auch das (R,R)-Hydrogentartrat-Dihydrat.

### Nebenwirkungen
Nebenwirkungen können bei Levorphanol auftreten, die die vorbestehende Toleranz gegenüber Opioiden aufgrund des Vorkonsums überschreiten. Dies sind Müdigkeit, Schlafstörungen, Benommenheit, Übelkeit, Erbrechen, Ödeme in den Beinen, Harnverhaltung, Obstipation und Pruritus. Sie verschwinden in der Regel mit der Toleranzentwicklung oder Reduktion der Dosis. Am längsten halten sich Schlaf- und sexuelle Störungen. Anwendung während Schwangerschaft und Stillzeit: Levorphanol hat bei Einnahme während der Schwangerschaft eine Wirkung auf den Fötus.

## Handelsnamen
Monopräparate:
Dromoran.